# 方錳礦
方錳礦（英語：Manganosite）是一種稀有礦物，由二氧化錳 MnO 組成。 它於 1817 年首次被描述為發生在德國薩克森-安哈爾特州的哈爾茨山脈。] 瑞典的 Langban 和 Nordmark 以及新澤西州的 Franklin Furnace 也有報導。 它也分佈在日本、吉爾吉斯斯坦和布基納法索。
在錳結核中也含方錳礦。 它通常分佈在低氧變質和交代變質作用的錳礦物中如菱錳礦。

### 出溶
在新澤西州富蘭克林的方錳礦含有出溶
的红锌矿板片，在瑞典 Långban 和 Nordmark 的方鎂石包含出溶的八面體方錳礦。 均代表Zn， Mn 和 Mg離子在晶體中的取代和固溶關係。

### 錳氧化物用途
錳氧化物礦物已經被古人使用了數千年，用於顏料和玻璃，如今地球上共有超過 30 種錳氧化物礦物，被普遍用於催化劑和電池材料。它們是海底錳結核的主要成分，也分佈在許多淡水湖底部。 氧化錳礦物在土壤和沈積物中也很普遍，但它們通常是細粒混合物，這使得研究它們的原子結構和晶體化學變得困難。 然而近年來，使用透射電子顯微鏡、粉末 X 射線和中子衍射方法進行的研究這些材料的結構和特性提供了重要的新見解